# Llista de topònims de Sant Vicenç de Castellet
Llista de topònims (noms propis de lloc) del municipi de Sant Vicenç de Castellet, al Bages
Informació actualitzada per un bot. Els canvis manuals es perdran quan s'actualitzi!

## barraca de vinya
| imatge | Nom                             | Ubicat a                 | instància de     | Detalls                       | coordenades | Protecció | Commons (més fotos)            | Dades a WD                    |
| ------ | ------------------------------- | ------------------------ | ---------------- | ----------------------------- | --- | --------- | ------------------------------ | ----------------------------- |
|        | barraca de vinya 17723          | Sant Vicenç de Castellet | barraca de vinya | Estat: ruïnós                 | 41° 40′ 38″ N, 1° 53′ 09″ E / 41.677292679938°N,1.8858460596592°E                                               |           |                                | Modifica les dades a Wikidata |
|        | barraca de vinya 21307          | Sant Vicenç de Castellet | barraca de vinya | Estat: ruïnós                 | 41° 40′ 36″ N, 1° 53′ 02″ E / 41.676750430701°N,1.8838010451587°E                                               |           |                                | Modifica les dades a Wikidata |
|        | barraca de vinya 24096          | Sant Vicenç de Castellet | barraca de vinya | Estat: bon estat              | 41° 40′ 07″ N, 1° 52′ 19″ E / 41.668581805438°N,1.8718818000687°E                                               |           |                                | Modifica les dades a Wikidata |
|        | barraca de vinya 24650          | Sant Vicenç de Castellet | barraca de vinya | Estat: malmès                 | 41° 39′ 44″ N, 1° 49′ 36″ E / 41.662293231741°N,1.8267336062723°E                                               |           |                                | Modifica les dades a Wikidata |
|        | barraca de vinya 24652          | Sant Vicenç de Castellet | barraca de vinya | Estat: bon estat              | 41° 39′ 47″ N, 1° 49′ 39″ E / 41.663147574472°N,1.8274868179176°E                                               |           |                                | Modifica les dades a Wikidata |
|        | barraca de vinya 24653          | Sant Vicenç de Castellet | barraca de vinya | Estat: bon estat              | 41° 39′ 49″ N, 1° 49′ 38″ E / 41.663540621972°N,1.827167391152°E                                                |           |                                | Modifica les dades a Wikidata |
|        | barraca de vinya 24654          | Sant Vicenç de Castellet | barraca de vinya | Estat: bon estat              | 41° 39′ 40″ N, 1° 49′ 27″ E / 41.66097982342°N,1.8242471754787°E                                                |           |                                | Modifica les dades a Wikidata |
|        | barraca de vinya 2984           | Sant Vicenç de Castellet | barraca de vinya | Estat: bon estat              | 41° 40′ 28″ N, 1° 53′ 28″ E / 41.674335618654°N,1.8911469171235°E                                               |           |                                | Modifica les dades a Wikidata |
|        | barraca de vinya camí del Tufau | Sant Vicenç de Castellet | barraca de vinya | 19th century                  | 41° 39′ 36″ N, 1° 50′ 30″ E / 41.65995°N,1.84177°E ca:Clot del Tufau. 08295 SANT VICENÇ DE CASTELLET            |           |                                | Modifica les dades a Wikidata |
|        | barraca de vinya de Serracanta  | Sant Vicenç de Castellet | barraca de vinya | 19th century Estat: bon estat | 41° 40′ 27″ N, 1° 53′ 04″ E / 41.67413°N,1.88435°E ca:Serracanta. Vallhonesta. 08295 SANT VICENÇ DE CASTELLET   |           | Barraca de vinya de Serracanta | Modifica les dades a Wikidata |
|        | barraca de vinya de cal Cases   | Sant Vicenç de Castellet | barraca de vinya | 19th century                  | 41° 40′ 01″ N, 1° 50′ 35″ E / 41.66708°N,1.84296°E ca:Cal Cases. Clot del Tufau. 08295 SANT VICENÇ DE CASTELLET |           |                                | Modifica les dades a Wikidata |
|        | barraca de vinya de cal Fiter   | Sant Vicenç de Castellet | barraca de vinya | 1939                          | 41° 39′ 41″ N, 1° 49′ 21″ E / 41.66125°N,1.82249°E ca:Cal Fiter. Clot del Tufau. 08295 SANT VICENÇ DE CASTELLET |           |                                | Modifica les dades a Wikidata |
|        | barraca de vinya de cal Noguera | Sant Vicenç de Castellet | barraca de vinya | 19th century                  | 41° 40′ 22″ N, 1° 53′ 06″ E / 41.67271°N,1.88506°E ca:Cal Noguera. Vallhonesta. 08295 SANT VICENÇ DE CASTELLET  |           |                                | Modifica les dades a Wikidata |

## casa
| imatge | Nom                  | Ubicat a                 | instància de | Detalls                       | coordenades | Protecció | Commons (més fotos) | Dades a WD                    |
| ------ | -------------------- | ------------------------ | ------------ | ----------------------------- | --- | --------- | ------------------- | ----------------------------- |
|        | Cal General          | Sant Vicenç de Castellet | casa         | 18th century                  | 41° 39′ 41″ N, 1° 49′ 56″ E / 41.6615°N,1.83226°E ca:Cal General. Clot del Tufau. 08295 SANT VICENÇ DE CASTELLET         |           |                     | Modifica les dades a Wikidata |
|        | Cal Ginferrer        | Sant Vicenç de Castellet | casa         | 1553 Estat: bon estat         | 41° 40′ 05″ N, 1° 51′ 49″ E / 41.66801°N,1.8637°E ca:C/ Eduard Peña, 3. 08295 SANT VICENÇ DE CASTELLET                   |           | Cal Ginferrer       | Modifica les dades a Wikidata |
|        | Cal Jaume del Marcet | Sant Vicenç de Castellet | casa         | 19th century                  | 41° 41′ 15″ N, 1° 52′ 11″ E / 41.68752°N,1.86959°E ca:Cal Jaume del Marcet. Boades. 08295 SANT VICENÇ DE CASTELLET       |           |                     | Modifica les dades a Wikidata |
|        | Cal Lluci            | Sant Vicenç de Castellet | casa         | 19th century                  | 41° 39′ 32″ N, 1° 49′ 57″ E / 41.65897°N,1.83261°E ca:Cal Lluci. Serrat de la Beguda. 08295 SANT VICENÇ DE CASTELLET     |           |                     | Modifica les dades a Wikidata |
|        | Cal Taiona           | Sant Vicenç de Castellet | casa masia   | 19th century Estat: bon estat | 41° 39′ 45″ N, 1° 50′ 09″ E / 41.6625°N,1.83588°E ca:Cal Taiona. Clot del Tufau. 08295 SANT VICENÇ DE CASTELLET 200 msnm |           | Cal Taiona          | Modifica les dades a Wikidata |
|        | Can Monclar          | Sant Vicenç de Castellet | casa         | 1778                          | 41° 39′ 43″ N, 1° 49′ 54″ E / 41.66184°N,1.83161°E ca:Can Monclar. Clot del Tufau.08295 SANT VICENÇ DE CASTELLET         |           |                     | Modifica les dades a Wikidata |
|        | Can Ros              | Sant Vicenç de Castellet | casa         | 1810                          | 41° 41′ 14″ N, 1° 52′ 08″ E / 41.68734°N,1.86901°E ca:Can Ros. Boades. 08295 SANT VICENÇ DE CASTELLET                    |           |                     | Modifica les dades a Wikidata |
|        | Can Xesc             | Sant Vicenç de Castellet | casa         | 18th century                  | 41° 39′ 42″ N, 1° 49′ 53″ E / 41.66168°N,1.83151°E ca:Can Xesc. Clot del Tufau. 08295 SANT VICENÇ DE CASTELLET           |           |                     | Modifica les dades a Wikidata |
|        | Casa Juan Moll       | Sant Vicenç de Castellet | casa         | 19th century                  | 41° 40′ 01″ N, 1° 50′ 34″ E / 41.66695°N,1.8427°E ca:Passeig de Pau Casals. 08295 SANT VICENÇ DE CASTELLET               |           |                     | Modifica les dades a Wikidata |
|        | Torre Moratones      | Sant Vicenç de Castellet | casa         |                               | 41° 39′ 27″ N, 1° 49′ 58″ E / 41.65749918353537°N,1.832769513130188°E                                                    |           |                     | Modifica les dades a Wikidata |

## conjunt d'edificis
| imatge | Nom                       | Ubicat a                 | instància de                                  | Detalls                     | coordenades | Protecció                   | Commons (més fotos)                  | Dades a WD                    |
| ------ | ------------------------- | ------------------------ | --------------------------------------------- | --------------------------- | --- | --------------------------- | ------------------------------------ | ----------------------------- |
|        | Fàbrica Balet             | Sant Vicenç de Castellet | conjunt d'edificis polígon industrial fàbrica | 1828 Estat: bon estat       | 41° 39′ 39″ N, 1° 51′ 51″ E / 41.66095°N,1.86429°E ca:Passeig Francesc Macià, 128. 08295 SANT VICENÇ DE CASTELLET 159 msnm |                             | Fàbrica Balet                        | Modifica les dades a Wikidata |
|        | Fàbrica Soler             | Sant Vicenç de Castellet | conjunt d'edificis                            | 1867                        | 41° 39′ 54″ N, 1° 51′ 35″ E / 41.66487°N,1.85972°E ca:Cal Soler. Nucli urbà de Sant Vicenç. 08295 SANT VICENÇ DE CASTELLET |                             |                                      | Modifica les dades a Wikidata |
|        | Sant Jaume de Vallhonesta | Sant Vicenç de Castellet | conjunt d'edificis                            | Estil: arquitectura popular | 41° 40′ 40″ N, 1° 54′ 09″ E / 41.6777°N,1.90239°E ca:Zona Vallhonesta 490 msnm                                             | bé cultural d'interès local | Conjunt de Sant Jaume de Vallhonesta | Modifica les dades a Wikidata |

## curs d'aigua
| imatge | Nom                    | Ubicat a                                                        | instància de | Detalls                           | coordenades                                                            | Protecció | Commons (més fotos) | Dades a WD                    |
| ------ | ---------------------- | --------------------------------------------------------------- | ------------ | --------------------------------- | ---------------------------------------------------------------------- | --------- | ------------------- | ----------------------------- |
|        | Riera de Castellet     | Sant Salvador de Guardiola Castellgalí Sant Vicenç de Castellet | curs d'aigua | Desemboca: Llobregat              |                                                                        |           |                     | Modifica les dades a Wikidata |
|        | riera de Mata-rodona   | Mura Sant Vicenç de Castellet Rellinars                         | curs d'aigua | Desemboca: riera de la Santa Creu | 41° 40′ 46″ N, 1° 54′ 49″ E / 41.679473°N,1.913601°E                   |           |                     | Modifica les dades a Wikidata |
|        | riera de la Santa Creu | el Pont de Vilomara i Rocafort Sant Vicenç de Castellet         | curs d'aigua | Desemboca: riera de la Casa Nova  | 41° 41′ 28″ N, 1° 53′ 53″ E / 41.69117297961629°N,1.8979740142822268°E |           |                     | Modifica les dades a Wikidata |

## edifici
| imatge | Nom                                        | Ubicat a                 | instància de   | Detalls            | coordenades | Protecció | Commons (més fotos)                 | Dades a WD                    |
| ------ | ------------------------------------------ | ------------------------ | -------------- | ------------------ | --- | --------- | ----------------------------------- | ----------------------------- |
|        | Antic Sindicat de Pagesos                  | Sant Vicenç de Castellet | edifici        | 1918               | 41° 40′ 00″ N, 1° 51′ 45″ E / 41.66659°N,1.86246°E ca:Carrer Creixell, 3. 08295 SANT VICENÇ DE CASTELLET            |           |                                     | Modifica les dades a Wikidata |
|        | Antiga casa cap d'estació de Renfe         | Sant Vicenç de Castellet | edifici        | 1859               | 41° 40′ 19″ N, 1° 51′ 39″ E / 41.67191°N,1.86084°E ca:Inici del carrer València. 08295 SANT VICENÇ DE CASTELLET     |           |                                     | Modifica les dades a Wikidata |
|        | Espai Ateneu (Antic Ateneu de Sant Vicenç) | Sant Vicenç de Castellet | edifici        | 2015               | 41° 39′ 56″ N, 1° 51′ 44″ E / 41.66552°N,1.86235°E ca:Plaça d'Anselm Clavé. 08295 SANT VICENÇ DE CASTELLET          |           |                                     | Modifica les dades a Wikidata |
|        | Hostal de Sant Jaume de Vallhonesta        | Sant Vicenç de Castellet | edifici hostal | 1115 Estat: ruïnós | 41° 40′ 43″ N, 1° 54′ 05″ E / 41.67858°N,1.9015°E ca:Hostal Sant Jaume. Vallhonesta. 08295 SANT VICENÇ DE CASTELLET |           | Hostal de Sant Jaume de Vallhonesta | Modifica les dades a Wikidata |
|        | la Fabriqueta                              | Sant Vicenç de Castellet | edifici        | 1893               | 41° 39′ 58″ N, 1° 51′ 29″ E / 41.666°N,1.85796°E ca:Via Augusta, 1. 08295 SANT VICENÇ DE CASTELLET                  |           |                                     | Modifica les dades a Wikidata |
|        | la Torre                                   | Sant Vicenç de Castellet | edifici        | 1928               | 41° 39′ 51″ N, 1° 51′ 43″ E / 41.66405°N,1.86196°E ca:Carrer Pompeu Fabra, 41. 08295 SANT VICENÇ DE CASTELLET       |           |                                     | Modifica les dades a Wikidata |
|        | la Torre d'en Bernat                       | Sant Vicenç de Castellet | edifici        | 1920               | 41° 39′ 50″ N, 1° 51′ 53″ E / 41.6639°N,1.86473°E ca:Carrer Francesc Macià, 15. 08295 SANT VICENÇ DE CASTELLET      |           |                                     | Modifica les dades a Wikidata |

## edifici industrial
| imatge | Nom                           | Ubicat a                 | instància de       | Detalls | coordenades | Protecció | Commons (més fotos) | Dades a WD                    |
| ------ | ----------------------------- | ------------------------ | ------------------ | ------- | --- | --------- | ------------------- | ----------------------------- |
|        | magatzem sals potàssiques     | Sant Vicenç de Castellet | edifici industrial | 1940    | 41° 40′ 21″ N, 1° 51′ 33″ E / 41.6725°N,1.85926°E ca:Nucli urbà de Sant Vicenç. 08295 SANT VICENÇ DE CASTELLET  |           |                     | Modifica les dades a Wikidata |
|        | subestació elèctrica de Renfe | Sant Vicenç de Castellet | edifici industrial | 1929    | 41° 40′ 22″ N, 1° 51′ 36″ E / 41.67281°N,1.85993°E ca:Nucli urbà de Sant Vicenç. 08295 SANT VICENÇ DE CASTELLET |           |                     | Modifica les dades a Wikidata |

## element arquitectònic
| imatge | Nom                                | Ubicat a                 | instància de                       | Detalls      | coordenades | Protecció | Commons (més fotos) | Dades a WD                    |
| ------ | ---------------------------------- | ------------------------ | ---------------------------------- | ------------ | --- | --------- | ------------------- | ----------------------------- |
|        | Moles del trull d'oli de Castellet | Sant Vicenç de Castellet | element arquitectònic mola de molí |              | 41° 39′ 53″ N, 1° 51′ 24″ E / 41.66482°N,1.8568°E ca:SANT VICENÇ DE CASTELLET                                         |           |                     | Modifica les dades a Wikidata |
|        | Mur de cal Castaño Vell            | Sant Vicenç de Castellet | element arquitectònic              |              | 41° 40′ 06″ N, 1° 51′ 47″ E / 41.66832°N,1.86305°E ca:c/ Eduard Peña, 9. 08295 SANT VICENÇ DE CASTELLET               |           |                     | Modifica les dades a Wikidata |
|        | Sínia dels Fabrés                  | Sant Vicenç de Castellet | element arquitectònic              | 19th century | 41° 39′ 44″ N, 1° 50′ 21″ E / 41.66218°N,1.83905°E ca:Els Fabrés. Zona Clot del Tufau. 08295 SANT VICENÇ DE CASTELLET |           |                     | Modifica les dades a Wikidata |

## entitat singular de població
| imatge | Nom                      | Ubicat a                 | instància de                                   | Detalls  | coordenades                                                                  | Protecció | Commons (més fotos)                     | Dades a WD                    |
| ------ | ------------------------ | ------------------------ | ---------------------------------------------- | -------- | ---------------------------------------------------------------------------- | --------- | --------------------------------------- | ----------------------------- |
|        | Boades                   | Sant Vicenç de Castellet | entitat singular de població                   | 15 hab   | 41° 40′ 52″ N, 1° 52′ 15″ E / 41.6812141480925°N,1.87069554428983°E 180 msnm |           |                                         | Modifica les dades a Wikidata |
|        | Can Xesc                 | Sant Vicenç de Castellet | entitat singular de població                   | 69 hab   | 41° 39′ 53″ N, 1° 50′ 19″ E / 41.664681404403°N,1.8385535499599°E 214 msnm   |           |                                         | Modifica les dades a Wikidata |
|        | Sant Vicenç de Castellet | Sant Vicenç de Castellet | entitat singular de població capital municipal | 9661 hab | 41° 40′ 00″ N, 1° 52′ 00″ E / 41.66667°N,1.86667°E 168.71 msnm               |           |                                         | Modifica les dades a Wikidata |
|        | Vallhonesta              | Sant Vicenç de Castellet | entitat singular de població                   | 11 hab   | 41° 40′ 26″ N, 1° 53′ 39″ E / 41.673971°N,1.894053°E 334 msnm                |           | Vallhonesta                             | Modifica les dades a Wikidata |
|        | el Clot del Tufau        | Sant Vicenç de Castellet | entitat singular de població                   | 48 hab   | 41° 39′ 38″ N, 1° 50′ 12″ E / 41.6604941869443°N,1.83671120537641°E 225 msnm |           |                                         | Modifica les dades a Wikidata |
|        | la Balconada             | Sant Vicenç de Castellet | entitat singular de població                   | 327 hab  | 41° 39′ 48″ N, 1° 52′ 16″ E / 41.663203460494°N,1.8710103420758°E 221 msnm   |           | La Balconada (Sant Vicenç de Castellet) | Modifica les dades a Wikidata |

## església
| imatge | Nom                                  | Ubicat a                 | instància de     | Detalls                          | coordenades | Protecció                                  | Commons (més fotos)                  | Dades a WD                    |
| ------ | ------------------------------------ | ------------------------ | ---------------- | -------------------------------- | --- | ------------------------------------------ | ------------------------------------ | ----------------------------- |
|        | Sant Jaume de Vallhonesta            | Sant Vicenç de Castellet | església capella | 1479 Estat: bon estat            | 41° 40′ 40″ N, 1° 54′ 09″ E / 41.67764°N,1.90248°E ca:Sant Jaume de Vallhonesta. Zona Vallhonesta. 08295 SANT VICENÇ DE CASTELLET |                                            | Capella de Sant Jaume de Vallhonesta | Modifica les dades a Wikidata |
|        | Sant Pere de Vallhonesta             | Sant Vicenç de Castellet | església         | Estil: arquitectura romànica     | 41° 40′ 26″ N, 1° 53′ 16″ E / 41.6739°N,1.88791°E ca:Ctra. de Sant Vicenç al Pont de Vilomara                                     | bé cultural d'interès local                | Sant Pere de Vallhonesta             | Modifica les dades a Wikidata |
|        | església de Sant Vicenç de Castellet | Sant Vicenç de Castellet | església         | Estil: arquitectura popular 1879 | 41° 40′ 03″ N, 1° 51′ 52″ E / 41.667435°N,1.864389°E ca:Carrer Montseny s/n. 08295 SANT VICENÇ DE CASTELLET                       | bé integrant del patrimoni cultural català | Església de Sant Vicenç de Castellet | Modifica les dades a Wikidata |

## estació de ferrocarril
| imatge | Nom                                  | Ubicat a                 | instància de           | Detalls | coordenades | Protecció | Commons (més fotos)                    | Dades a WD                    |
| ------ | ------------------------------------ | ------------------------ | ---------------------- | ------- | --- | --------- | -------------------------------------- | ----------------------------- |
|        | Estació de Sant Vicenç - Castellgalí | Sant Vicenç de Castellet | estació de ferrocarril |         | 41° 40′ 05″ N, 1° 51′ 35″ E / 41.667916666667°N,1.8597527777778°E ca:Carrer Cardener. 08295 SANT VICENÇ DE CASTELLET |           |                                        | Modifica les dades a Wikidata |
|        | Estació de Sant Vicenç de Castellet  | Sant Vicenç de Castellet | estació de ferrocarril |         | 41° 40′ 07″ N, 1° 51′ 45″ E / 41.668744444444°N,1.8626°E ca:Passeig Pau Casals. 08295 SANT VICENÇ DE CASTELLET       |           | Sant Vicenç de Castellet train station | Modifica les dades a Wikidata |

## font
| imatge | Nom               | Ubicat a                 | instància de | Detalls | coordenades | Protecció | Commons (més fotos) | Dades a WD                    |
| ------ | ----------------- | ------------------------ | ------------ | ------- | --- | --------- | ------------------- | ----------------------------- |
|        | font del Fiter    | Sant Vicenç de Castellet | font         | 1939    | 41° 39′ 47″ N, 1° 49′ 35″ E / 41.66316°N,1.82648°E ca:Can Fiter. Clot del Tufau. 08295 SANT VICENÇ DE CASTELLET |           |                     | Modifica les dades a Wikidata |
|        | font del Pit-roig | Sant Vicenç de Castellet | font         |         | 41° 40′ 25″ N, 1° 53′ 16″ E / 41.6735008409123°N,1.8878406286239624°E                                           |           | Font del Pit-roig   | Modifica les dades a Wikidata |

## granja
| imatge | Nom                | Ubicat a                             | instància de | Detalls                | coordenades                                                          | Protecció | Commons (més fotos) | Dades a WD                    |
| ------ | ------------------ | ------------------------------------ | ------------ | ---------------------- | -------------------------------------------------------------------- | --------- | ------------------- | ----------------------------- |
|        | granja de Can Papa | Sant Vicenç de Castellet             | granja       | Anomenat per: Can Papa | 41° 39′ 49″ N, 1° 49′ 57″ E / 41.663514798465°N,1.8323832750320437°E |           |                     | Modifica les dades a Wikidata |
|        | granja el Paraíso  | Sant Vicenç de Castellet Castellgalí | granja       |                        | 41° 40′ 57″ N, 1° 52′ 14″ E / 41.68248°N,1.870433°E 258 msnm         |           | Granja el Paraíso   | Modifica les dades a Wikidata |

## masia
| imatge | Nom                              | Ubicat a                             | instància de | Detalls                                  | coordenades | Protecció                                  | Commons (més fotos)                     | Dades a WD                    |
| ------ | -------------------------------- | ------------------------------------ | ------------ | ---------------------------------------- | --- | ------------------------------------------ | --------------------------------------- | ----------------------------- |
|        | Ca l'Ambròs                      | Sant Vicenç de Castellet             | masia        |                                          | 41° 40′ 25″ N, 1° 53′ 48″ E / 41.6735341976494°N,1.89678287512567°E ca:Can Ambrós. Vallhonesta. 08295 SANT VICENÇ DE CASTELLET              |                                            | Ca l'Ambròs (Vallhonesta)               | Modifica les dades a Wikidata |
|        | Ca l'Anton                       | Sant Vicenç de Castellet             | masia        | Estat: ruïnós                            | 41° 40′ 23″ N, 1° 53′ 47″ E / 41.67314422321183°N,1.8965256214141848°E Vallhonesta                                                          |                                            | Ca l'Anton (Vallhonesta)                | Modifica les dades a Wikidata |
|        | Ca l'Estevenó                    | Sant Vicenç de Castellet             | masia        | 19th century                             | 41° 39′ 30″ N, 1° 49′ 55″ E / 41.658374484574°N,1.83196921564801°E ca:Ca l'Estevenó. Serrat de la Beguda. 08295 SANT VICENÇ DE CASTELLET    |                                            |                                         | Modifica les dades a Wikidata |
|        | Cal Carreres                     | Sant Vicenç de Castellet             | masia        |                                          | 41° 40′ 25″ N, 1° 53′ 39″ E / 41.6735093781109°N,1.894200450688°E ca:Cal Carreres. Vallhonesta. 08295 SANT VICENÇ DE CASTELLET              |                                            | Cal Carreres (Vallhonesta)              | Modifica les dades a Wikidata |
|        | Cal Cases                        | Sant Vicenç de Castellet             | masia        | Estat: malmès                            | 41° 39′ 55″ N, 1° 50′ 40″ E / 41.66521°N,1.84457°E ca:Cal Cases. Clot del Tufau. 08295 SANT VICENÇ DE CASTELLET 196 msnm                    |                                            | Cal Cases (Sant Vicenç de Castellet)    | Modifica les dades a Wikidata |
|        | Cal Cotoliu                      | Sant Vicenç de Castellet             | masia        | 18th century Estat: bon estat            | 41° 40′ 03″ N, 1° 52′ 00″ E / 41.66746°N,1.86678°E ca:Cal Cotoliu. Pujada de les Roques Altes nº 13. 08295 SANT VICENÇ DE CASTELLET         |                                            | Cal Cotoliu                             | Modifica les dades a Wikidata |
|        | Cal Gepic                        | Sant Vicenç de Castellet             | masia        | 1760 Estat: bon estat                    | 41° 40′ 03″ N, 1° 52′ 01″ E / 41.66761°N,1.86683°E ca:Cal Gepic. Roques Altes. 08295 SANT VICENÇ DE CASTELLET                               |                                            | Cal Gepic                               | Modifica les dades a Wikidata |
|        | Cal Gravat                       | Sant Vicenç de Castellet             | masia        | 1822                                     | 41° 39′ 28″ N, 1° 49′ 57″ E / 41.657767°N,1.832567°E ca:Cal Gravat. Serrat de la Beguda. 08295 SANT VICENÇ DE CASTELLET                     |                                            | Cal Gravat (Sant Vicenç de Castellet)   | Modifica les dades a Wikidata |
|        | Cal Jeroni                       | Sant Vicenç de Castellet             | masia        | 1840                                     | 41° 40′ 23″ N, 1° 53′ 42″ E / 41.6730130415798°N,1.89503785423336°E ca:Cal Geroni. Valllhonesta. 08295 SANT VICENÇ DE CASTELLET             |                                            | Cal Jeroni (Vallhonesta)                | Modifica les dades a Wikidata |
|        | Cal Joan Villa                   | Sant Vicenç de Castellet             | masia        |                                          | 41° 40′ 54″ N, 1° 52′ 15″ E / 41.681735°N,1.870744°E 233 msnm                                                                               |                                            | Cal Joan Villa                          | Modifica les dades a Wikidata |
|        | Cal Josepó                       | Sant Vicenç de Castellet             | masia        | 1780                                     | 41° 39′ 29″ N, 1° 49′ 57″ E / 41.6579912820295°N,1.83237248145914°E ca:Molist de Bravo. Serrat de la Beguda. 08295 SANT VICENÇ DE CASTELLET |                                            |                                         | Modifica les dades a Wikidata |
|        | Cal Martí                        | Sant Vicenç de Castellet             | masia        |                                          | 41° 40′ 27″ N, 1° 53′ 37″ E / 41.6740790245407°N,1.89349392525319°E ca:Cal Martí. Vallhonesta. 08295 SANT VICENÇ DE CASTELLET               |                                            | Cal Martí (Vallhonesta)                 | Modifica les dades a Wikidata |
|        | Cal Mestre Joan                  | Sant Vicenç de Castellet             | masia        | 1822                                     | 41° 39′ 48″ N, 1° 49′ 50″ E / 41.6632064041879°N,1.83060868831292°E ca:Can Mestre Joan. Clot del Tufau. 08295 SANT VICENÇ DE CASTELLET      |                                            |                                         | Modifica les dades a Wikidata |
|        | Cal Miqueló                      | Sant Vicenç de Castellet             | masia        | 17th century Estat: bon estat            | 41° 40′ 17″ N, 1° 53′ 08″ E / 41.67145°N,1.88556°E ca:Cal Miqueló. Vallhonesta. 08295 SANT VICENÇ DE CASTELLET                              |                                            | Cal Miqueló (Sant Vicenç de Castellet)  | Modifica les dades a Wikidata |
|        | Cal Putxet                       | Sant Vicenç de Castellet             | masia        | 18th century Estat: bon estat            | 41° 40′ 03″ N, 1° 51′ 55″ E / 41.66759°N,1.8654°E ca:Can Putxet. Pujada de les Roques Altes nº 1. 08295 SANT VICENÇ DE CASTELLET            |                                            | Cal Putxet                              | Modifica les dades a Wikidata |
|        | Cal Rafel                        | Sant Vicenç de Castellet             | masia        |                                          | 41° 40′ 24″ N, 1° 53′ 45″ E / 41.6733893096271°N,1.89576422521836°E ca:Can Testagorda. Vallhonesta. 08295 SANT VICENÇ DE CASTELLET          |                                            | Cal Rafel (Vallhonesta)                 | Modifica les dades a Wikidata |
|        | Cal Sala                         | Sant Vicenç de Castellet             | masia        | 17th century                             | 41° 40′ 25″ N, 1° 53′ 26″ E / 41.6735185171229°N,1.89047618735608°E ca:Cal Sala. Vallhonesta. 08295 SANT VICENÇ DE CASTELLET                |                                            | Cal Sala (Vallhonesta)                  | Modifica les dades a Wikidata |
|        | Cal Valent                       | Sant Vicenç de Castellet             | masia        | 1736                                     | 41° 39′ 30″ N, 1° 49′ 53″ E / 41.6584124306631°N,1.83127192617692°E ca:Can Valent. Serrat de la Beguda. 08295 SANT VICENÇ DE CASTELLET      |                                            |                                         | Modifica les dades a Wikidata |
|        | Can Fainé                        | Sant Vicenç de Castellet             | masia        |                                          | 41° 40′ 59″ N, 1° 52′ 01″ E / 41.6830532867628°N,1.8670272880922°E                                                                          |                                            |                                         | Modifica les dades a Wikidata |
|        | Can Ferreró                      | Sant Vicenç de Castellet             | masia        |                                          | 41° 39′ 44″ N, 1° 51′ 30″ E / 41.6621245584756°N,1.8582778296849°E                                                                          |                                            |                                         | Modifica les dades a Wikidata |
|        | Can Fiter                        | Sant Vicenç de Castellet             | masia        | 17th century                             | 41° 39′ 43″ N, 1° 49′ 30″ E / 41.6619598884188°N,1.82496202025247°E ca:Can Fiter. Clot del Tufau. 08295 SANT VICENÇ DE CASTELLET 287 msnm   |                                            | Can Fiter (Sant Vicenç de Castellet)    | Modifica les dades a Wikidata |
|        | Can Forns                        | Sant Vicenç de Castellet             | masia        |                                          | 41° 40′ 18″ N, 1° 53′ 37″ E / 41.6716033216278°N,1.89362041815975°E ca:Cal Forns. Vallhonesta. 08295 SANT VICENÇ DE CASTELLET               |                                            | Can Forns (Vallhonesta)                 | Modifica les dades a Wikidata |
|        | Can Jan                          | Sant Vicenç de Castellet             | masia        | 18th century Estat: bon estat            | 41° 40′ 53″ N, 1° 52′ 19″ E / 41.68147°N,1.87184°E ca:Can Jan. Vallhonesta. 08295 SANT VICENÇ DE CASTELLET 235 msnm                         |                                            | Can Jan (Sant Vicenç de Castellet)      | Modifica les dades a Wikidata |
|        | Can Jepet de la Muntanya         | Sant Vicenç de Castellet             | masia        | 17th century                             | 41° 39′ 32″ N, 1° 49′ 57″ E / 41.65883°N,1.83262°E ca:Cal Gepet de la Muntanya. Serrat de la Beguda. 08295 SANT VICENÇ DE CASTELLET         |                                            | Can Jepet de la Muntanya                | Modifica les dades a Wikidata |
|        | Can Joan Domingo                 | Sant Vicenç de Castellet             | masia        |                                          | 41° 39′ 28″ N, 1° 52′ 01″ E / 41.6577781532177°N,1.86686991425074°E                                                                         |                                            |                                         | Modifica les dades a Wikidata |
|        | Can Josepó                       | Sant Vicenç de Castellet             | masia casa   | 18th century                             | 41° 39′ 43″ N, 1° 49′ 53″ E / 41.66184°N,1.83131°E ca:Can Josepó. Clot del Tufau. 08295 SANT VICENÇ DE CASTELLET                            |                                            |                                         | Modifica les dades a Wikidata |
|        | Can Noguera                      | Sant Vicenç de Castellet             | masia        | 18th century                             | 41° 40′ 17″ N, 1° 53′ 05″ E / 41.6712644418968°N,1.88465263951596°E ca:Cal Noguera. Vallhonesta. 08295 SANT VICENÇ DE CASTELLET             |                                            | Can Noguera (Sant Vicenç de Castellet)  | Modifica les dades a Wikidata |
|        | Can Papa                         | Sant Vicenç de Castellet Castellgalí | masia        | 19th century                             | 41° 39′ 51″ N, 1° 49′ 55″ E / 41.6641021154873°N,1.83188971812372°E ca:Cal Papa. Clot del Tufau. 08295 SANT VICENÇ DE CASTELLET             |                                            |                                         | Modifica les dades a Wikidata |
|        | Can Sant Joan de Dalt            | Sant Vicenç de Castellet             | masia        |                                          | 41° 40′ 07″ N, 1° 52′ 02″ E / 41.6686714045009°N,1.86725548649489°E                                                                         |                                            |                                         | Modifica les dades a Wikidata |
|        | Can Simonet                      | Sant Vicenç de Castellet             | masia        | 1750                                     | 41° 39′ 24″ N, 1° 50′ 08″ E / 41.6567883757319°N,1.83543276847329°E ca:Can Simonet. Serrat de la Beguda. 08295 SANT VICENÇ DE CASTELLET     |                                            |                                         | Modifica les dades a Wikidata |
|        | Can Teta                         | Sant Vicenç de Castellet             | masia        |                                          | 41° 39′ 26″ N, 1° 51′ 50″ E / 41.6573514453955°N,1.86379076586683°E                                                                         |                                            |                                         | Modifica les dades a Wikidata |
|        | Can Tinet                        | Sant Vicenç de Castellet             | masia        | 1823                                     | 41° 39′ 49″ N, 1° 49′ 45″ E / 41.663740566351°N,1.82910960884906°E ca:Can Tinet. Clot del Tufau. 08295 SANT VICENÇ DE CASTELLET             |                                            |                                         | Modifica les dades a Wikidata |
|        | Can Vinyes                       | Sant Vicenç de Castellet             | masia        |                                          | 41° 40′ 02″ N, 1° 54′ 08″ E / 41.667108137573°N,1.9021731563846°E                                                                           |                                            |                                         | Modifica les dades a Wikidata |
|        | Can Xacó                         | Sant Vicenç de Castellet             | masia        |                                          | 41° 40′ 22″ N, 1° 53′ 43″ E / 41.67277958958756°N,1.895270347595215°E ca:Can Xacó. Vallhonesta. 08295 SANT VICENÇ DE CASTELLET              |                                            | Can Xacó (Vallhonesta)                  | Modifica les dades a Wikidata |
|        | Can Xaparro                      | Sant Vicenç de Castellet             | masia        |                                          | 41° 39′ 45″ N, 1° 51′ 27″ E / 41.6625853209883°N,1.85751298407653°E 183 msnm                                                                |                                            | Can Xaparro                             | Modifica les dades a Wikidata |
|        | Can Xesc                         | Sant Vicenç de Castellet             | masia        |                                          | 41° 39′ 53″ N, 1° 50′ 25″ E / 41.6647000729154°N,1.84023896919208°E                                                                         |                                            |                                         | Modifica les dades a Wikidata |
|        | Mas de Sant Jaume de Vallhonesta | Sant Vicenç de Castellet             | masia        | 1115 Estat: ruïnós                       | 41° 40′ 41″ N, 1° 54′ 08″ E / 41.67797°N,1.90211°E ca:Mas Sant Jaume. Vallhonesta. 08295 SANT VICENÇ DE CASTELLET                           |                                            | Mas de Sant Jaume de Vallhonesta        | Modifica les dades a Wikidata |
|        | Sant Joan de Baix                | Sant Vicenç de Castellet             | masia        |                                          | 41° 40′ 03″ N, 1° 51′ 43″ E / 41.66762°N,1.86205°E ca:Carrer Dr. Trias nº 9. 08295 SANT VICENÇ DE CASTELLET                                 |                                            | Sant Joan de Baix                       | Modifica les dades a Wikidata |
|        | Vil·la Amanda                    | Sant Vicenç de Castellet             | masia        |                                          | 41° 39′ 47″ N, 1° 50′ 09″ E / 41.6629794236685°N,1.83575361446986°E                                                                         |                                            |                                         | Modifica les dades a Wikidata |
|        | cal Campaner                     | Sant Vicenç de Castellet             | masia        | Estil: arquitectura popular              | 41° 40′ 25″ N, 1° 53′ 16″ E / 41.673716°N,1.887704°E ca:Vallhonesta 353 msnm                                                                | bé cultural d'interès local                | Cal Campaner (Sant Vicenç de Castellet) | Modifica les dades a Wikidata |
|        | el Marcet                        | Sant Vicenç de Castellet             | masia        |                                          | 41° 41′ 17″ N, 1° 52′ 31″ E / 41.6880519053588°N,1.87525461347892°E                                                                         |                                            |                                         | Modifica les dades a Wikidata |
|        | el Soler                         | Sant Vicenç de Castellet             | masia        |                                          | 41° 40′ 07″ N, 1° 53′ 01″ E / 41.66864°N,1.88362°E ca:Can Soler de les Teules. El Clot. 08295 SANT VICENÇ DE CASTELLET                      |                                            | Can Soler de les Teules                 | Modifica les dades a Wikidata |
|        | el Terròs                        | Sant Vicenç de Castellet             | masia        |                                          | 41° 39′ 39″ N, 1° 50′ 49″ E / 41.66096594562443°N,1.8469852209091189°E                                                                      |                                            |                                         | Modifica les dades a Wikidata |
|        | els Febrers                      | Sant Vicenç de Castellet             | masia        |                                          | 41° 39′ 49″ N, 1° 50′ 27″ E / 41.6636882843003°N,1.84083367450426°E ca:Els Fabrés. Zona Clot del Tufau. 08295 SANT VICENÇ DE CASTELLET      |                                            | Els Febrers                             | Modifica les dades a Wikidata |
|        | la Caseta                        | Sant Vicenç de Castellet             | masia        |                                          | 41° 40′ 26″ N, 1° 53′ 34″ E / 41.6738186563832°N,1.89264544036492°E ca:La Caseta. Vallhonesta. 08295 SANT VICENÇ DE CASTELLET               |                                            |                                         | Modifica les dades a Wikidata |
|        | la Serra                         | Sant Vicenç de Castellet             | masia        | 1497 Estat: ruïnós                       | 41° 39′ 58″ N, 1° 54′ 12″ E / 41.666219058947°N,1.9033894398299°E ca:Can Serra. Vallhonesta. 08295 SANT VICENÇ DE CASTELLET 476 msnm        |                                            | La Serra (Sant Vicenç de Castellet)     | Modifica les dades a Wikidata |
|        | les Vives                        | Sant Vicenç de Castellet             | masia        | Estil: arquitectura popular 18th century | 41° 39′ 43″ N, 1° 51′ 22″ E / 41.66202°N,1.856016°E ca:Ctra. de Manresa a Abrera, passat pont de Sant Vicenç 195 msnm                       | bé integrant del patrimoni cultural català | Les Vives                               | Modifica les dades a Wikidata |

## monument
| imatge | Nom                                    | Ubicat a                 | instància de              | Detalls                       | coordenades | Protecció | Commons (més fotos)                           | Dades a WD                    |
| ------ | -------------------------------------- | ------------------------ | ------------------------- | ----------------------------- | --- | --------- | --------------------------------------------- | ----------------------------- |
|        | Bust de Francesc Macià                 | Sant Vicenç de Castellet | monument mobiliari urbà   | 20th century                  | 41° 39′ 56″ N, 1° 51′ 37″ E / 41.66551°N,1.86024°E ca:Plaça Generalitat. 08295 SANT VICENÇ DE CASTELLET                   |           | Bust de Francesc Macià                        | Modifica les dades a Wikidata |
|        | Escultura a Anselm Clavé               | Sant Vicenç de Castellet | monument obra escultòrica | Estil: modernisme català 1920 | 41° 39′ 59″ N, 1° 51′ 43″ E / 41.66649°N,1.86185°E ca:Av. Secretari Canal. 08295 SANT VICENÇ DE CASTELLET                 |           |                                               | Modifica les dades a Wikidata |
|        | Homenatge al Cavall                    | Sant Vicenç de Castellet | monument                  | 1983 Dedicat a: cavall        | 41° 40′ 04″ N, 1° 51′ 48″ E / 41.66789890992701°N,1.863298416137695°E ca:Plaça del Cavall. 08295 SANT VICENÇ DE CASTELLET |           | Homenatge al Cavall                           | Modifica les dades a Wikidata |
|        | Monument a l'Onze de Setembre          | Sant Vicenç de Castellet | monument                  | 1985                          | 41° 39′ 46″ N, 1° 51′ 51″ E / 41.66279°N,1.86412°E ca:Plaça de l'Onze de Setembre. 08295 SANT VICENÇ DE CASTELLET         |           |                                               | Modifica les dades a Wikidata |
|        | Monument a la Mare                     | Sant Vicenç de Castellet | monument                  | 2002 Estat: bon estat         | 41° 40′ 05″ N, 1° 51′ 53″ E / 41.6681°N,1.86472°E ca:Carrer Eduardo Peña. 08295 SANT VICENÇ DE CASTELLET                  |           | Monument a la Mare (Sant Vicenç de Castellet) | Modifica les dades a Wikidata |
|        | Monument commemoratiu Penya Blau-Grana | Sant Vicenç de Castellet | monument                  | 2003                          | 41° 39′ 57″ N, 1° 51′ 40″ E / 41.66597°N,1.86106°E ca:Av. Secretari Canal. 08295 SANT VICENÇ DE CASTELLET                 |           |                                               | Modifica les dades a Wikidata |
|        | monument al pont de Sant Vicenç        | Sant Vicenç de Castellet | monument                  | 2014                          | 41° 39′ 56″ N, 1° 51′ 31″ E / 41.66561°N,1.85854°E ca:Pont de Sant Vicenç de Castellet. 08295 SANT VICENÇ DE CASTELLET    |           | Monument al pont de Sant Vicenç               | Modifica les dades a Wikidata |

## muntanya
| imatge | Nom                 | Ubicat a                                        | instància de | Detalls | coordenades | Protecció | Commons (més fotos)    | Dades a WD                    |
| ------ | ------------------- | ----------------------------------------------- | ------------ | ------- | --- | --------- | ---------------------- | ----------------------------- |
|        | Puigsoler           | Sant Vicenç de Castellet Castellbell i el Vilar | muntanya     |         | 41° 40′ 04″ N, 1° 53′ 34″ E / 41.6678850742°N,1.89285524584°E 524 msnm                                                    |           | Puigsoler              | Modifica les dades a Wikidata |
|        | Puigsoler Petit     | Sant Vicenç de Castellet                        | muntanya     |         | 41° 40′ 11″ N, 1° 53′ 21″ E / 41.66964167°N,1.889275°E 471 msnm                                                           |           | Puigsoler Petit        | Modifica les dades a Wikidata |
|        | Roca de Sant Jaume  | Sant Vicenç de Castellet                        | muntanya     |         | 41° 40′ 36″ N, 1° 54′ 12″ E / 41.67656667°N,1.90327222°E 538.6 msnm                                                       |           |                        | Modifica les dades a Wikidata |
|        | Serrat Rodó         | Sant Vicenç de Castellet                        | muntanya     |         | 41° 39′ 28″ N, 1° 50′ 20″ E / 41.65778056°N,1.838825°E 328.6 msnm                                                         |           |                        | Modifica les dades a Wikidata |
|        | Serrat del Senyoret | Sant Vicenç de Castellet Castellbell i el Vilar | muntanya     |         | 41° 39′ 21″ N, 1° 50′ 43″ E / 41.65583889°N,1.84523056°E 317.5 msnm                                                       |           |                        | Modifica les dades a Wikidata |
|        | la Codoleda         | Sant Vicenç de Castellet Castellgalí            | muntanya     |         | 41° 40′ 09″ N, 1° 51′ 08″ E / 41.669156°N,1.852252°E                                                                      |           |                        | Modifica les dades a Wikidata |
|        | la Morella          | Sant Vicenç de Castellet Rellinars              | muntanya     |         | 41° 39′ 29″ N, 1° 55′ 50″ E / 41.658°N,1.930528°E ca:Parc Natural de Sant Llorenç de Munt i la Serra de l'Obac 646.4 msnm |           | La Morella (Rellinars) | Modifica les dades a Wikidata |
|        | turó de les Guineus | Sant Vicenç de Castellet                        | muntanya     |         | 41° 40′ 21″ N, 1° 52′ 49″ E / 41.672571°N,1.880336°E                                                                      |           | Turó de les Guineus    | Modifica les dades a Wikidata |
|        | turó del Magre      | Sant Vicenç de Castellet                        | muntanya     |         | 41° 40′ 28″ N, 1° 52′ 25″ E / 41.674495°N,1.873591°E                                                                      |           | Turó del Magre         | Modifica les dades a Wikidata |

## obra escultòrica
| imatge | Nom                    | Ubicat a                 | instància de                    | Detalls      | coordenades                                                                                              | Protecció | Commons (més fotos)              | Dades a WD                    |
| ------ | ---------------------- | ------------------------ | ------------------------------- | ------------ | --- | --------- | -------------------------------- | ----------------------------- |
|        | Escultura 'Contrapunt' | Sant Vicenç de Castellet | obra escultòrica                | 2001         | 41° 40′ 12″ N, 1° 51′ 34″ E / 41.67001°N,1.85951°E ca:Plaça de Catalunya. 08295 SANT VICENÇ DE CASTELLET |           |                                  | Modifica les dades a Wikidata |
|        | Escultura Teler        | Sant Vicenç de Castellet | obra escultòrica                | 19th century | 41° 39′ 56″ N, 1° 51′ 36″ E / 41.66553°N,1.85992°E ca:Plaça Generalitat. 08295 SANT VICENÇ DE CASTELLET  |           | Teler (Sant Vicenç de Castellet) | Modifica les dades a Wikidata |
|        | L'Àngel de Castellet   | Sant Vicenç de Castellet | obra escultòrica mobiliari urbà | 2001         | 41° 40′ 05″ N, 1° 51′ 36″ E / 41.66794°N,1.86011°E ca:Carrer Cardener. 08295 SANT VICENÇ DE CASTELLET    |           | L'Àngel de Castellet             | Modifica les dades a Wikidata |

## pedrera
| imatge | Nom                              | Ubicat a                 | instància de | Detalls                       | coordenades                                                                                          | Protecció | Commons (més fotos) | Dades a WD                    |
| ------ | -------------------------------- | ------------------------ | ------------ | ----------------------------- | --- | --------- | ------------------- | ----------------------------- |
|        | Pedrera artesanal de Vallhonesta | Sant Vicenç de Castellet | pedrera      | 20th century Estat: bon estat | 41° 40′ 49″ N, 1° 53′ 02″ E / 41.68015°N,1.88396°E ca:Vallhonesta. 08295 SANT VICENÇ DE CASTELLET    |           |                     | Modifica les dades a Wikidata |
|        | Pedrera de Can Fiter             | Sant Vicenç de Castellet | pedrera      | 20th century                  | 41° 39′ 41″ N, 1° 49′ 38″ E / 41.66147°N,1.82735°E ca:Clot del Tufau. 08295 SANT VICENÇ DE CASTELLET |           |                     | Modifica les dades a Wikidata |
|        | Pedrera de Sant Vicenç           | Sant Vicenç de Castellet | pedrera      |                               | 41° 39′ 31″ N, 1° 52′ 20″ E / 41.6584796958656°N,1.87226231371436°E                                  |           |                     | Modifica les dades a Wikidata |
|        | Pedrera del Roure                | Sant Vicenç de Castellet | pedrera      |                               | 41° 40′ 08″ N, 1° 53′ 53″ E / 41.6688629679833°N,1.89807588869514°E                                  |           |                     | Modifica les dades a Wikidata |
|        | pedrera del Rubió                | Sant Vicenç de Castellet | pedrera      | 1958                          | 41° 40′ 33″ N, 1° 53′ 01″ E / 41.67580879084232°N,1.8837314844131472°E                               |           | Pedrera del Rubió   | Modifica les dades a Wikidata |

## polígon industrial
| imatge | Nom                                             | Ubicat a                 | instància de       | Detalls | coordenades                                                         | Protecció | Commons (més fotos) | Dades a WD                    |
| ------ | ----------------------------------------------- | ------------------------ | ------------------ | ------- | ------------------------------------------------------------------- | --------- | ------------------- | ----------------------------- |
|        | Polígon Nou del Castell                         | Sant Vicenç de Castellet | polígon industrial |         | 41° 39′ 54″ N, 1° 51′ 20″ E / 41.6649516760202°N,1.85545319270417°E |           |                     | Modifica les dades a Wikidata |
|        | Polígon industrial Can Soler                    | Sant Vicenç de Castellet | polígon industrial |         | 41° 39′ 52″ N, 1° 51′ 33″ E / 41.6645122408966°N,1.85926863915062°E |           |                     | Modifica les dades a Wikidata |
|        | Polígon industrial Clot del Tufau               | Sant Vicenç de Castellet | polígon industrial |         | 41° 39′ 58″ N, 1° 50′ 55″ E / 41.6660896567953°N,1.84855024809249°E |           |                     | Modifica les dades a Wikidata |
|        | Polígon industrial La Farinera                  | Sant Vicenç de Castellet | polígon industrial |         | 41° 39′ 59″ N, 1° 51′ 14″ E / 41.6664390584753°N,1.85376920331118°E |           |                     | Modifica les dades a Wikidata |
|        | Polígon industrial Les Vives-Casacoberta        | Sant Vicenç de Castellet | polígon industrial |         | 41° 39′ 44″ N, 1° 51′ 09″ E / 41.6622914434124°N,1.85242545511464°E |           |                     | Modifica les dades a Wikidata |
|        | Polígon industrial Les Vives-Castellet          | Sant Vicenç de Castellet | polígon industrial |         | 41° 39′ 42″ N, 1° 50′ 52″ E / 41.6617484430854°N,1.84766671475804°E |           |                     | Modifica les dades a Wikidata |
|        | Polígon industrial Llobregat-Pla de la Ceràmica | Sant Vicenç de Castellet | polígon industrial |         | 41° 40′ 21″ N, 1° 51′ 27″ E / 41.6725999177865°N,1.85739596070274°E |           |                     | Modifica les dades a Wikidata |
|        | Polígon industrial Pla del Riu I                | Sant Vicenç de Castellet | polígon industrial |         | 41° 39′ 38″ N, 1° 51′ 40″ E / 41.6605395182325°N,1.86102027556261°E |           |                     | Modifica les dades a Wikidata |
|        | Polígon industrial Pla del Riu II               | Sant Vicenç de Castellet | polígon industrial |         | 41° 39′ 33″ N, 1° 51′ 36″ E / 41.6591687459715°N,1.85993945993496°E |           |                     | Modifica les dades a Wikidata |

## serra
| imatge | Nom                    | Ubicat a                                                | instància de | Detalls | coordenades                                                         | Protecció | Commons (més fotos)  | Dades a WD                    |
| ------ | ---------------------- | ------------------------------------------------------- | ------------ | ------- | ------------------------------------------------------------------- | --------- | -------------------- | ----------------------------- |
|        | Carena del Panissar    | Sant Vicenç de Castellet Rellinars                      | serra        |         | 41° 39′ 42″ N, 1° 55′ 26″ E / 41.6618°N,1.92386°E 646.4 msnm        |           |                      | Modifica les dades a Wikidata |
|        | Serrat de la Creu      | Sant Vicenç de Castellet                                | serra        |         | 41° 41′ 07″ N, 1° 53′ 23″ E / 41.68538944°N,1.88964167°E 491.8 msnm |           |                      | Modifica les dades a Wikidata |
|        | serra de Vallhonesta   | Sant Vicenç de Castellet                                | serra        |         | 41° 40′ 12″ N, 1° 53′ 21″ E / 41.66988611°N,1.88925833°E 524 msnm   |           | Serra de Vallhonesta | Modifica les dades a Wikidata |
|        | serra de l'Obaga Fosca | Castellbell i el Vilar Sant Vicenç de Castellet         | serra        |         | 41° 39′ 36″ N, 1° 52′ 51″ E / 41.6599°N,1.88093611°E 397.8 msnm     |           |                      | Modifica les dades a Wikidata |
|        | serrat de la Beguda    | Castellbell i el Vilar Sant Vicenç de Castellet         | serra        |         | 41° 39′ 26″ N, 1° 50′ 30″ E / 41.65713611°N,1.84171667°E 328.6 msnm |           |                      | Modifica les dades a Wikidata |
|        | serrat dels Bretons    | Sant Vicenç de Castellet                                | serra        |         | 41° 40′ 52″ N, 1° 53′ 42″ E / 41.681084°N,1.894967°E                |           | Serrat dels Bretons  | Modifica les dades a Wikidata |
|        | serrat dels Trons      | el Pont de Vilomara i Rocafort Sant Vicenç de Castellet | serra        |         | 41° 41′ 13″ N, 1° 53′ 37″ E / 41.68697778°N,1.89355833°E 491.8 msnm |           |                      | Modifica les dades a Wikidata |

## Misc
| imatge | Nom                                                        | Ubicat a                                                                          | instància de               | Detalls                                                   | coordenades | Protecció                                            | Commons (més fotos)                             | Dades a WD                    |
| ------ | ---------------------------------------------------------- | --------------------------------------------------------------------------------- | -------------------------- | --------------------------------------------------------- | --- | ---------------------------------------------------- | ----------------------------------------------- | ----------------------------- |
|        | Barri de les Roques                                        | Sant Vicenç de Castellet                                                          | barri                      | 18th century Estat: bon estat                             | 41° 40′ 04″ N, 1° 51′ 59″ E / 41.66764°N,1.8663°E ca:Nucli urbà de Sant Vicenç. Roques Altes. 08295 SANT VICENÇ DE CASTELLET              |                                                      | Barri de les Roques                             | Modifica les dades a Wikidata |
|        | Carrer Montseny 6                                          | Sant Vicenç de Castellet                                                          | carrer                     |                                                           | 41° 40′ 01″ N, 1° 51′ 51″ E / 41.66701°N,1.86416°E ca:Carrer Montseny, 6. 08295 SANT VICENÇ DE CASTELLET                                  |                                                      |                                                 | Modifica les dades a Wikidata |
|        | Castell de Castellet                                       | Sant Vicenç de Castellet                                                          | castell                    | 13rd century                                              | 41° 39′ 50″ N, 1° 51′ 03″ E / 41.6639°N,1.85083°E ca:Zona La Farinera                                                                     | bé d'interès cultural bé cultural d'interès nacional | Castell de Castellet (Sant Vicenç de Castellet) | Modifica les dades a Wikidata |
|        | Fita de terme de Marganell, Castellgalí i Sant Vicenç      | Marganell Sant Vicenç de Castellet Castellgalí                                    | fita element arquitectònic | 1862                                                      | 41° 39′ 30″ N, 1° 48′ 33″ E / 41.65846°N,1.80917°E ca:Serra de Punxabudell                                                                |                                                      |                                                 | Modifica les dades a Wikidata |
|        | Forn de ciment                                             | Sant Vicenç de Castellet                                                          | forn                       | 1920 Estat: enderrocat o destruït                         | 41° 39′ 54″ N, 1° 52′ 01″ E / 41.6649°N,1.86685°E ca:Pujada del Ciment. Roques Altes. 08295 SANT VICENÇ DE CASTELLET                      |                                                      |                                                 | Modifica les dades a Wikidata |
|        | Llobregat                                                  | Catalunya província de Barcelona Catalunya Central Àmbit Metropolità de Barcelona | riu                        | Desemboca: mar Mediterrània Llarg: 175km Conca: 4948.3km² | 42° 16′ 57″ N, 2° 00′ 46″ E / 42.282412°N,2.012826°E 41° 18′ 08″ N, 2° 07′ 55″ E / 41.302248°N,2.131948°E                                 |                                                      | Llobregat                                       | Modifica les dades a Wikidata |
|        | Molí del Marcet                                            | Sant Vicenç de Castellet                                                          | molí d'aigua               | 1755                                                      | 41° 41′ 22″ N, 1° 52′ 24″ E / 41.68953°N,1.87328°E ca:Vallhonesta-Boades. 08295 SANT VICENÇ DE CASTELLET                                  |                                                      |                                                 | Modifica les dades a Wikidata |
|        | Puigsoler                                                  | Sant Vicenç de Castellet                                                          | vèrtex geodèsic            | Alt: 1.2m                                                 | 41° 40′ 04″ N, 1° 53′ 34″ E / 41.667827°N,1.892804°E Puigsoler 524.447 msnm                                                               |                                                      |                                                 | Modifica les dades a Wikidata |
|        | Raval del Gravat                                           | Sant Vicenç de Castellet                                                          | nucli de població          |                                                           | 41° 39′ 29″ N, 1° 49′ 57″ E / 41.658156479933375°N,1.832501292228699°E                                                                    |                                                      | Raval del Gravat                                | Modifica les dades a Wikidata |
|        | Santa Maria de Castellet                                   | Sant Vicenç de Castellet                                                          | ermita                     | Estil: art preromànic arquitectura romànica 1205          | 41° 39′ 50″ N, 1° 51′ 03″ E / 41.663946°N,1.850832°E ca:Zona La Farinera 276 msnm                                                         |                                                      | Santuari de la Mare de Déu de Castellet         | Modifica les dades a Wikidata |
|        | Sínia de cal Tinet                                         | Sant Vicenç de Castellet                                                          | sínia                      | 19th century                                              | 41° 39′ 48″ N, 1° 49′ 20″ E / 41.66337°N,1.82234°E ca:Cal Tinet. Clot del Tufau. 08295 SANT VICENÇ DE CASTELLET                           |                                                      |                                                 | Modifica les dades a Wikidata |
|        | Xaragalls de cal Forns                                     | Sant Vicenç de Castellet                                                          | barranc                    | Estat: bon estat                                          | 41° 40′ 17″ N, 1° 53′ 33″ E / 41.67152°N,1.89253°E ca:Vallhonesta. 08295 SANT VICENÇ DE CASTELLET                                         |                                                      |                                                 | Modifica les dades a Wikidata |
|        | antic dipòsit de reserva de màquines de l'Estació de Renfe | Sant Vicenç de Castellet                                                          |                            | 1917                                                      | 41° 40′ 17″ N, 1° 51′ 40″ E / 41.67136°N,1.86108°E ca:Inici del carrer València 08295 SANT VICENÇ DE CASTELLET                            |                                                      |                                                 | Modifica les dades a Wikidata |
|        | bauma del Sequer                                           | Sant Vicenç de Castellet                                                          | cova                       |                                                           | 41° 40′ 45″ N, 1° 53′ 55″ E / 41.679070231746856°N,1.8985855579376223°E                                                                   |                                                      | Bauma del Sequer                                | Modifica les dades a Wikidata |
|        | canal de Cal Soler                                         | Sant Vicenç de Castellet                                                          | canal                      | 1867                                                      | 41° 39′ 56″ N, 1° 51′ 32″ E / 41.66562°N,1.85886°E ca:Marge del riu Llobregat i nucli urbà de Sant Vicenç. 08295 SANT VICENÇ DE CASTELLET |                                                      |                                                 | Modifica les dades a Wikidata |
|        | casa consistorial de Sant Vicenç de Castellet              | Sant Vicenç de Castellet                                                          | casa consistorial          |                                                           | 41° 39′ 57″ N, 1° 51′ 51″ E / 41.6657495°N,1.8641346°E                                                                                    |                                                      |                                                 | Modifica les dades a Wikidata |
|        | dipòsit d'aigua de l'Estació de Renfe                      | Sant Vicenç de Castellet                                                          | dipòsit d'aigua            | 1917                                                      | 41° 40′ 16″ N, 1° 51′ 42″ E / 41.67099°N,1.86172°E ca:Inici del carrer València. 08295 SANT VICENÇ DE CASTELLET                           |                                                      |                                                 | Modifica les dades a Wikidata |
|        | grua de l'estació de Renfe                                 | Sant Vicenç de Castellet                                                          | grua                       | 1859                                                      | 41° 40′ 09″ N, 1° 51′ 44″ E / 41.66924°N,1.86233°E ca:Passeig Pau Casals. 08295 SANT VICENÇ DE CASTELLET                                  |                                                      |                                                 | Modifica les dades a Wikidata |
|        | la Farinera                                                | Sant Vicenç de Castellet                                                          | assentament humà           |                                                           | 41° 40′ 03″ N, 1° 51′ 13″ E / 41.66760637796389°N,1.8537390232086184°E                                                                    |                                                      |                                                 | Modifica les dades a Wikidata |
|        | les Muntanyes Russes                                       | Sant Vicenç de Castellet                                                          | indret aflorament          |                                                           | 41° 39′ 48″ N, 1° 50′ 54″ E / 41.66329°N,1.84825°E ca:Zona la Farinera. 08295 SANT VICENÇ DE CASTELLET                                    |                                                      |                                                 | Modifica les dades a Wikidata |
|        | moll de mercaderies de l'Estació de Renfe                  | Sant Vicenç de Castellet                                                          | andana edifici industrial  | 1859 Estat: parcialment destruït                          | 41° 40′ 09″ N, 1° 51′ 45″ E / 41.66909°N,1.86243°E ca:Passeig Pau Casals. 08295 SANT VICENÇ DE CASTELLET                                  |                                                      |                                                 | Modifica les dades a Wikidata |
|        | pont de Sant Vicenç sobre el Llobregat                     | Sant Vicenç de Castellet                                                          | pont                       | 1923 Estat: bon estat Llarg: 129m Llum: 25m Ample: 12.9m  | 41° 39′ 55″ N, 1° 51′ 27″ E / 41.66523°N,1.85761°E ca:Sant Vicenç de Castellet. 08295 SANT VICENÇ DE CASTELLET                            |                                                      | Pont de Sant Vicenç de Castellet                | Modifica les dades a Wikidata |